# 습도계

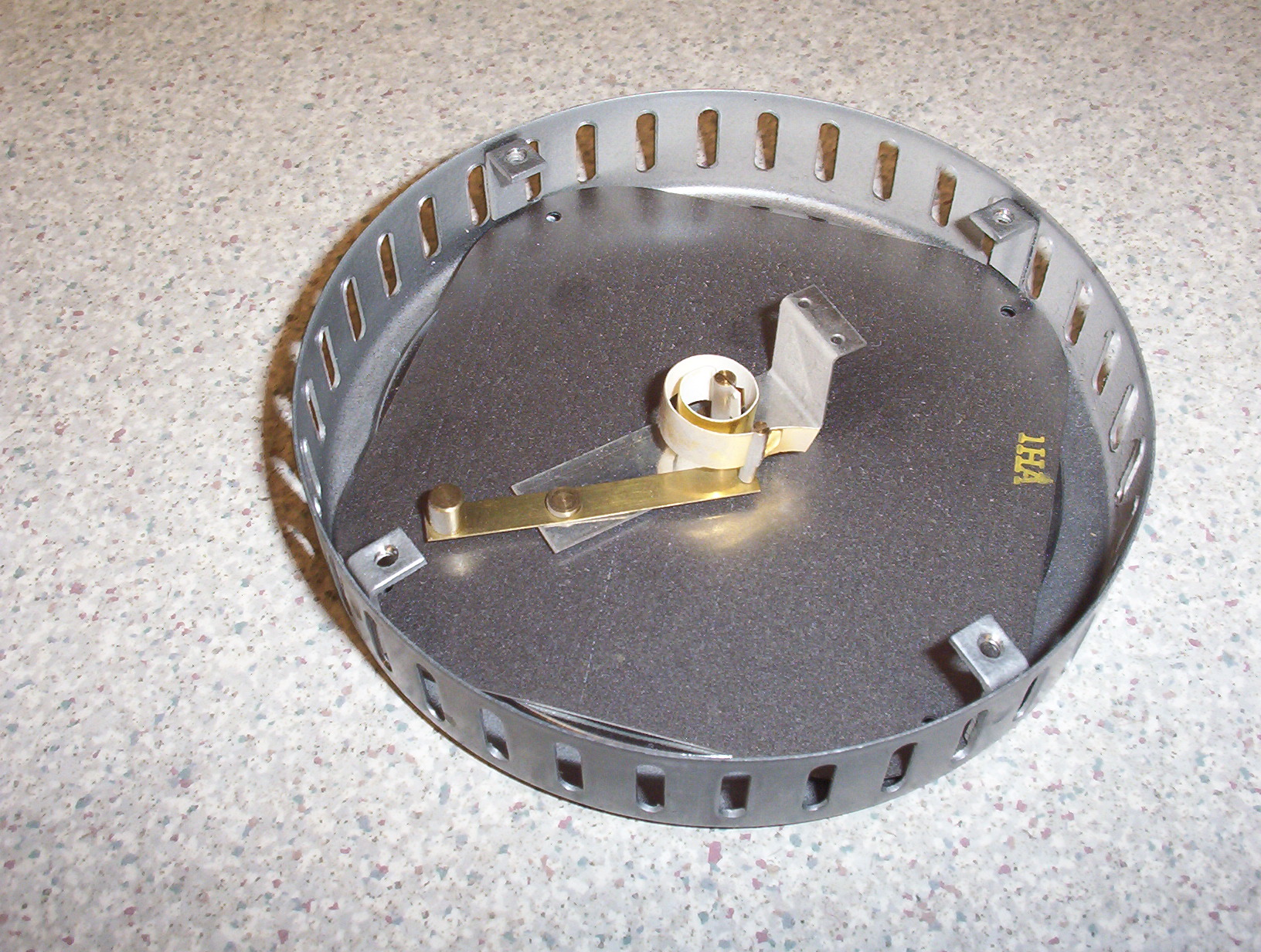
실내용 습도계의 내부

습도계(濕度計, hygrometer)는 습도를 측정하기 위한 기구이다. 온실, 공장, 사우나, 박물관, 미술관 등에서 이용되며 기상 업무에서도 중요한 것이다.
습도계의 측정 원리는 물리적 성질과 모양의 변화로부터 직접 측정하는 방식과, 온도와 수증기압을 재어 간접적으로 계산해내는 방식(단, 기압에 따른 보정이 필요하다)이 있다. 일반적으로는 후자 쪽이 더욱 정밀한 측정이 가능하다. 특히 건습구 습도계는, 다른 습도계를 교정하는 기준으로 활용되는 경우가 많다.

## 고전적 습도계

### 머리카락 습도계
모발 습도계는 탈지한 모발이 습기가 차면 늘어나고 건조하면 수축된다는 점을 이용하여 만든 습도계이다.

## 같이 보기
- 기압계
- 온도계